# Сант'Андреа (Бергамо)
Сант'Андреа је насеље у Италији у округу Бергамо, региону Ломбардија.
Према процени из 2011. у насељу је живело 36 становника. Насеље се налази на надморској висини од 127 м.